# MAGES.GAME
MAGES.GAME（メージス・ゲーム）は、株式会社MAGES.がかつて展開していたゲームブランド「5pb.Games」が新しくなったブランド名。

## 作品一覧
2007年
- ウミショー（2007/11/22）
- さんさんの冬。（2007/12/29）

2008年
- CHAOS;HEAD（2008/4/25）
- メモリーズオフ（2008/5/29）
- メモリーズオフ2nd（2008/5/29）
- Lの季節2 invisible memories（2008/7/3）
- 神霊狩/GHOST HOUND DS（2008/7/31）
- かのこん えすいー（2008/7/31）
- 想い出にかわる君〜メモリーズオフ〜（2008/8/14）
- メモリーズオフ 〜それから〜（2008/8/14）
- メモリーズオフ6 〜T-wave〜（2008/8/21）
- モノクローム・ファクター cross road（2008/11/27）

2009年
- アイテムゲッター 〜僕らの科学と魔法の関係〜（2009/8/6）
- メモリーズオフ6 Next Relation（2009/8/27）
- メモリーズオフ6 ～T-wave～（2009/8/27）
- メモリーズオフ（2009/9/1）
- メモリーズオフ〜それから again〜（2009/9/17）
- メモリーズオフ#5 encore（2009/9/17）
- STEINS;GATE（2009/10/15）
- 大正野球娘。～乙女達乃青春日記～（2009/10/29）
- タユタマ -Kiss on my Deity-（2009/11/5）
- Lの季節 ダブルポケット（2009/11/26）

2010年
- STEINS;GATE（2010/8/26）
- Lucian Bee’s EVIL VIOLET（2010/10/28）
- Lucian Bee’s JUSTICE YELLOW（2010/10/28）
- LucianBee’s　RESURRECTION SUPERNOVA（2010/10/28）
- LucianBee’s　TRILOGY BOX（2010/10/28）
- 車輪の国、向日葵の少女（2010/10/28）
- メモリーズオフ6 〜T-wave〜（2010/11/4）
- CHAOS;HEAD NOAH HD（2010/11/18）
- CHAOS;HEAD NOAH（2010/11/18）
- ぱすてるチャイムContinue（2010/12/9）

2011年
- ファントムブレイカー（2011/6/2）
- STEINS;GATE 比翼恋理のだーりん（2011/06/16）
- STEINS;GATE（2011/6/23）
- コープスパーティー Book of Shadows（2011/9/1）
- DUNAMIS15（2011/9/15）
- マブラヴ（2011/10/27）
- マブラヴ オルタネイティヴ（2011/10/27）
- STEINS;GATE 変移空間のオクテット（2011/10/28）
- Ever17（2011/12/1）
- BEYOND THE FUTURE – FIX THE TIME ARROWS –（2011/12/8）